# Metaphycus eruptor
Metaphycus eruptor är en stekelart som först beskrevs av Howard 1881.  Metaphycus eruptor ingår i släktet Metaphycus och familjen sköldlussteklar. Inga underarter finns listade i Catalogue of Life.